# Peter Odemwingie
Osazemwinde Peter Odemwingie (Tasjkent, 15 juli 1981) is een voormalig Nigeriaans betaald voetballer die bij voorkeur in de aanval speelde. Odemwingie debuteerde in 2002 in het Nigeriaans voetbalelftal, waarvoor hij meer dan zestig interlands speelde.

## Clubcarrière
Odemwingie debuteerde in 2000 in het seniorenvoetbal in het shirt van Bendel Insurance FC. Dat verruilde hij in 2002 voor RAA Louviéroise, waarmee hij in zijn eerste seizoen de Beker van België won. In 2005 werd hij naar de Franse eersteklasser OSC Lille getransfereerd, waar hij basisspeler was. Hij verruilde Lille in 2007 voor Lokomotiv Moskou.
Hij verruilde in januari 2014 Cardiff City voor Stoke City, waar hij in juli 2015 zijn contract verlengde tot 2016. In zijn verbintenis werd daarbij een optie voor nog een seizoen opgenomen.

## Interlandcarrière
Odemwingie heeft een Russische moeder en een Nigeriaanse vader. Hij heeft een dubbele nationaliteit, maar koos voor het nationale ploeg van Nigeria. Daarmee speelde hij op onder meer de African Nations Cup 2004, waar hij drie keer scoorde in vijf wedstrijden. Hij nam met zijn vaderland tevens deel aan het WK voetbal 2010 in Zuid-Afrika, waar The Super Eagles onder leiding van de Zweedse bondscoach Lars Lagerbäck voortijdig werden uitgeschakeld in een groep met Argentinië, Griekenland en Zuid-Korea.

## Clubstatistieken
| seizoen | club                 | land               | competitie      | duels | goals |
| ------- | -------------------- | ------------------ | --------------- | ----- | ----- |
| 1999/02 | Bendel Insurance     | Vlag van Nigeria   | National League | 55    | 19    |
| 2002/03 | RAA Louviéroise      | Vlag van België    | Eerste Klasse   | 14    | 2     |
| 2003/04 | RAA Louviéroise      | Vlag van België    | Eerste Klasse   | 27    | 5     |
| 2004/05 | RAA Louviéroise      | Vlag van België    | Eerste Klasse   | 3     | 2     |
| 2004/05 | OSC Lille            | Vlag van Frankrijk | Ligue 1         | 20    | 4     |
| 2005/06 | OSC Lille            | Vlag van Frankrijk | Ligue 1         | 26    | 14    |
| 2006/07 | OSC Lille            | Vlag van Frankrijk | Ligue 1         | 29    | 5     |
| 2007/08 | Lokomotiv Moskou     | Vlag van Rusland   | Premjer-Liga    | 14    | 4     |
| 2008/09 | Lokomotiv Moskou     | Vlag van Rusland   | Premjer-Liga    | 26    | 10    |
| 2009/10 | Lokomotiv Moskou     | Vlag van Rusland   | Premjer-Liga    | 25    | 7     |
| 2010/11 | West Bromwich Albion | Vlag van Engeland  | Premier League  | 32    | 15    |
| 2011/12 | West Bromwich Albion | Vlag van Engeland  | Premier League  | 30    | 10    |
| 2012/13 | West Bromwich Albion | Vlag van Engeland  | Premier League  | 25    | 5     |
| 2013/14 | Cardiff City         | Vlag van Engeland  | Premier League  | 15    | 1     |
| 2013/14 | Stoke City           | Vlag van Engeland  | Premier League  | 15    | 6     |
| 2014/15 | Stoke City           | Vlag van Engeland  | Premier League  | 7     | 0     |
| 2015/16 | Stoke City           | Vlag van Engeland  | Premier League  | 2     | 0     |
| 2015/16 | → Bristol City FC    | Vlag van Engeland  | Championship    | 7     | 2     |
| 2016/17 | Rotherham United     | Vlag van Engeland  | Championship    | 7     | 0     |
| 2017    | Madura United        | Vlag van Indonesië | Liga 1          | 18    | 13    |
| Totaal  | Totaal               | Totaal             | Totaal          | 407   | 123   |

## Erelijst
| Beker van België | 1x | 2002/03 |